# گورستان قره لوکه
گورستان قره لوکه مربوط به عصر آهن است و در شهرستان مانه و سملقان، بخش مانه، دهستان اترک، ۱ کیلومتری غرب روستای محمدآباد واقع شده و این اثر در تاریخ ۱۸ شهریور ۱۳۸۷ با شمارهٔ ثبت ۲۳۱۸۰ به‌عنوان یکی از آثار ملی ایران به ثبت رسیده است.